# Дефремери, Пётр
Пётр (Пьер) Дефремери (фр. Pierre de Frémery) (? — 10 (21) июля 1737) — от флота капитан русской службы, исследователь Каспия. Героически пожертвовал собой во время Русско-турецкой войны 1735—1739.

## Биография
Выходец из Франции. При Петре I приехал в Россию и в 1721 году был принят в русский флот лейтенантом. В 1726 году участвовал в описи Каспия в составе экспедиции Фёдора Соймонова, открыл вход в залив Кара-Богаз-Гол, за что в 1727 году был произведен в капитан-лейтенанты. С 1727 по 1731 годы продолжал работу над этой описью самостоятельно, за что в 1731 году получил чин капитана 3-го ранга.

### Война за польское наследство
С 1732 года служил на кораблях Балтийского флота. В 1734 году в чине капитана полковничьего ранга (от флота капитана) участвовал в Войне за польское наследство. 25 мая (5 июня) 32-пушечный фрегат «Митау» под командой капитана Дефремери был захвачен в плен французами и отведен в качестве приза в Копенгаген. «Митау» вместе с фрегатом «Россия» производил разведку у Данцига. 24 мая (4 июня) у Хельской косы фрегаты обнаружили 4 корабля, которые шли на румбе WSW к Хелю. Из-за пасмурной погоды на фрегатах не смогли рассмотреть флаги на кораблях. Обнаруженные корабли производили выстрелы, которые русские капитаны посчитали сигналами Данцигу. Опасаясь нападения, фрегаты ушли в открытое море.
25 мая (5 июня) в первом часу ночи между Пиллавской бухтой и Хельской косой «Митау» лег в дрейф. На «России» этого не заметили и корабли потеряли друг друга. В 4 часа утра «Митау» вышел из дрейфа и до полудня крейсировал на малых скоростях в районе бухты, надеясь на подход «России». Не дождавшись второго фрегата, Дефремери, после совета со своими офицерами, решил самостоятельно идти к Данцигу. Туда, как ожидал капитан, должен будет подойти и фрегат «Россия», который должен продолжать выполнять задание. В 2 часа дня корабль взял курс к Хельской косе, в целях маскировки подняв шведский флаг. В 6 часов со стеньг на удалении в 2-3 мили были замечены 5 кораблей в районе данцигской бухты под французскими флагами. Обнаружив противника, «Митау», совершив поворот бейдевинд на правый галс, стал уходить в море, подняв все паруса. Французы тоже заметили корабль и начали преследование. С заходом солнца на «Митау» спустили шведский флаг и подняли российский. Из-за поднявшегося волнения легкий «Митау» не смог развить скорость, в 11-м часу ночи французы нагнали русский корабль. Это были линейные корабли Fleuron и Gloire и ещё два, названия которых неизвестны.
Французы потребовали прислать шлюпку с офицером. Дефремери созвал офицерский совет на котором решили, что раз Франция и Россия официально находятся в состоянии мира, то опасаться особенно нечего, а захват корабля будет сравни пиратству. К французам был послан мичман Войников, но обратно он не вернулся. Вместо мичмана на «Митау» прибыл французский офицер, который потребовал прибытия на французский флагман капитана Дефремери. Дефремери раньше служил вместе с адмиралом Берейлом, командовавшим французской эскадрой, и понадеялся на мирный исход. Пока французы на своем флагмане допрашивали капитана, с остальных кораблей спустили шлюпки и фрегат «Митау» оказался захвачен. Дефремери объявили, что эскадра поддерживает короля Лещинского и берет в плен и капитана и фрегат. Протесты Дефремери, что для этого «надлежало иметь флаг и вымпел польский или данцигский, а не французский», не были услышаны.
После сдачи французов 13 июня произошёл размен пленными. Вернувшись в Россию, экипаж фрегата «Митау» был предан суду чести за сдачу корабля неприятелю без боя. Дефремери был приговорён к смертной казни вместе со всеми офицерами «Митау» (в числе которых был также будущий полярный исследователь Харитон Лаптев). Приговор не был приведен в исполнение, а через полтора года, когда выяснилось отсутствие вины со стороны осужденных, всем им были возвращены прежние чины. В 1735 году Дефремери получил в командование фрегат «Пётр II».

### Война с Турцией
Во время Русско-турецкой войны поступил в Азовскую флотилию под команду вице-адмирала Петра Бредаля. В ноябре 1736 года командирован в Донскую экспедицию и прибыл в Таврово, в апреле 1737 года производил промеры фарватера устья Дона. 9 мая 1737 года Дефремери был назначен командиром эскадры, состоящей из 50 лодок. После сражения у Арабатской косы был послан в Азов. Командуя мортирным ботом № 1 (самым тяжеловооружённым кораблём Азовской флотилии), вооруженным мортирой и 4 пушками, и 10 лодками, вследствие ложного известия об уходе турецкого флота в Чёрное море, отправился вдоль северного берега Азовского моря. Капитан получил приказ: «Неприятелю, каков бы он не был, ни под каким видом не отдаваться и в корысть ему ничего не отдавать».

#### Гибель
Утром 9 (20) июля Дефремери вышел из Федотовой бухты. 10 (21) июля 1737 года в 25 верстах за Федотовой косой Дефремери, бот которого далеко опередил сопровождавшие малые суда, был настигнут и окружён в Азовском море турецким отрядом из 1 корабля и 30 галер и мелких судов. Посадив бот на мель, он высадил команду на берег, а сам остался на судне. С капитаном остались боцманмат Руднев и матрос. Когда неприятель сблизился, готовясь к абордажу, Дефремери выпалил из всех пушек, рассыпал на палубе порох и во время абордажа взорвал бот и погиб вместе с ним.
Вице-адмирал Бредаль позже так описывал обстоятельства гибели капитана Дефремери со слов выживших: «10-го числа июля, с зорею снявшись оне с якоря, пошли в путь и пополуночи в 5-м часу увидели от оной Федотовой косы за собою турецкий корабль, галер и протчих судов с 30, и шли к ним на гребле, и стали их нагонять. Потому тогда капитан Дефремери поставил бот на мель и людей всех ссадил на берег с ружьем, а сам хотел сойтить в последних и тогда, насыпав порох на палубу, приказал носить картузы в кают и как они с мичманом Рыкуновым сошли на берег и на боту остался он, Дефремери, да с ним боцманмат, матрос больной, кой сойтить не успели. А неприятельские суда уже его обступили, из галеры выпалили из пушки ядрами 2 раза. Напротив того и он, Дефремери, выпалил з борту с ядрами 4 раза и зажег порох и тогда загорелся бот, который весь изорвало и оный Дефремери, боцманмат и матрос на том боту сгорели».